# Kulturní stezka Rady Evropy
Kulturní stezka Rady Evropy je parciální dohoda evropských zemí o sdílení společného kulturního dědictví a hodnot prostřednictvím naučných turistických tras kulturního a historického významu evropského rozměru. K roku 2024 je na seznamu celkem 48 certifikovaných stezek vedoucích přes 60 zemí.

## Kulturní stezky v České republice
Českou republikou prochází 11 certifikovaných kulturních stezek, např. Evropská Mozartova stezka, Evropská stezka židovského dědictví, Evropská stezka historických lázeňských měst, Evropská stezka průmyslového dědictví, Stezka železné opony, Stezka osvobození Evropy a další. Jako poslední v roce 2021 certifikát získala i Cyrilometodějská stezka.